# Polskie Towarzystwo Turystyczne „Beskid Śląski” w Orłowej
Polskie Towarzystwo Turystyczne „Beskid Śląski” w Orłowej (od 1932 r.: Polskie Towarzystwo Turystyczno-Sportowe „Beskid Śląski”) – polska organizacja turystyczna (później turystyczno-sportowa) działająca w latach 1922-1938 na terenie tzw. Zaolzia w Czechosłowacji.
Po decyzji Rady Ambasadorów z 28 lipca 1920 r. dokonany został podział Śląska Cieszyńskiego wzdłuż linii grzbietu Stożka-Czantorii i rzeki Olzy na części polską i czeską (zwaną Zaolziem). Działające od 1910 r. Polskie Towarzystwo Turystyczne „Beskid” uległo przymusowemu podziałowi i jako takie formalnie zakończyło działalność. Mieszkający na terenie Polski działacze „Beskidu” uchwalili w lutym 1921 r. przystąpienie do Polskiego Towarzystwa Tatrzańskiego, tworząc Oddział Polskiego Towarzystwa Tatrzańskiego „Beskid Śląski” z siedzibą w polskim Cieszynie.
Członkowie PTT „Beskid” pozostali w czechosłowackiej części Śląska Cieszyńskiego wnieśli w lipcu 1921 r. podanie do władz krajowych w Opawie o nostryfikację statutu „Beskidu” i zgodę na rozpoczęcie działalności jako Polskie Towarzystwo Turystyczne „Beskid Śląski” z siedzibą w Orłowej. 26 marca 1922 r. odbyło się zebranie konstytucyjne nowej organizacji. Prezesem jej Zarządu Głównego został (i był nim przez cały okres działalności Towarzystwa) inspektor polskich szkół z Orłowej Władysław Wójcik, wielki entuzjasta turystyki i doświadczony organizator ruchu turystycznego wśród młodzieży. Jego zastępcą został profesor gimnazjalny Gustaw Zielina, a sekretarzem ślusarz Jan Pytlik. Pierwsze sekcje terenowe powstały przy Kołach Macierzy Szkolnej, a członkami zbiorowymi takie polskie organizacje, jak Towarzystwo Pomocy Naukowej i Chór Młodzieży Ewangelickiej z Orłowej. Już w 1923 r. nowe Towarzystwo liczyło 2022 członków w 48 sekcjach. W tym samym roku zmieniono statut Towarzystwa, obok turystyki i narciarstwa wprowadzając do programu działania szeroko rozumiane krajoznawstwo.
Towarzystwo „Beskid Śląski” korzystało z udogodnień czesko-polskiej konwencji turystycznej oraz uzyskało prawo wystawiania legitymacji upoważniających do turystycznego przekraczania granicy, tzw. „Beskidówek”. Jego członkowie korzystali ze zniżek przy zakupie biletów kolejowych na wyjazdy turystyczne.
Działacze „Beskidu Śląskiego” zdawali sobie sprawę, że w terenie zdominowanym turystycznie przez Czechów i Niemców jedyną realną szansą rozwijania polskiej turystyki jest budowa własnej bazy w górach. Pierwotnie Zarząd Towarzystwa podjął zamysł odbudowy spalonego schroniska na Ropiczce. Przejęto w tym celu od Oddziału PTT „Beskid Śląski” z polskiego Cieszyna parcelę na Ropiczce (w zamian za spłacenie 5.000 koron czeskich ciążącego na niej długu). Ze względu jednak na kłopotliwy dojazd do parceli z odbudowy zrezygnowano. W zamian za to zapadła decyzja budowy nowego, polskiego schroniska na Kozubowej, gdzie w 1925 r. Towarzystwo zakupiło odpowiednią parcelę. Oddanie do użytku schroniska miało miejsce 8 września 1929 r.
Z inicjatywy W. Wójcika w 1932 r. zmieniono nazwę na Polskie Towarzystwo Turystyczno-Sportowe „Beskid Śląski”, a działalność Towarzystwa została rozciągnięta  na kulturę fizyczną i różne dziedziny sportu (z wyłączeniem wszakże piłki nożnej). Jednocześnie w miejsce sekcji zorganizowano oddziały terenowe, których w 1938 r. było 27. Od 1922 r. Towarzystwo wydawało kwartalnik organizacyjny pt. „Przewodnik turystyczny” (od 1935 r. – „Przewodnik Turystyczno-Sportowy).
Obok sekcji górskiej bardzo rozwinięta była sekcja narciarska. Już w grudniu 1922 r. członkowie sekcji uczestniczyli w pierwszym kursie narciarskim na Stożku. Pierwszy własny kurs narciarski dla 25 amatorów zorganizowało Towarzystwo na Kozubowej w grudniu 1930 r. 31 stycznia 1931 r. odbyły się na tej górze pierwsze polskie zawody narciarskie z udziałem 111 zawodników. Każdy nowo powstały oddział Towarzystwa dostawał 10 par nart oraz pomoc w szkoleniu chętnych w jeździe na nich. W celu propagowania narciarstwa wśród młodzieży szkolnej na przełomie 1931 i 1932 r. zorganizowano na Kozubowej kurs narciarski dla nauczycieli. Oddział w Lesznej Dolnej wybudował nawet własną skocznię narciarską. W 1934 r. Towarzystwo wstąpiło jako członek zbiorowy do czeskiej organizacji narciarskiej Svaz Lyžarů. 18 stycznia 1937 r. Towarzystwo zorganizowało na Kozubowej wielki narciarski „Zjazd gwiaździsty” o charakterze patriotycznym, w którym wzięło udział 60 drużyn z różnych polskich organizacji zaolziańskich.
Gdy w październiku 1938 r. Polska zajęła Zaolzie decyzją władz polskich wszystkie dotychczas działające tam organizacje i stowarzyszenia zostały rozwiązane. Dotknęło to również „Beskid Śląski”, pomimo że była to organizacja całkowicie polska. Z inicjatywy wojewody śląskiego Michała Grażyńskiego 28 stycznia 1939 r. odbył się w Cieszynie zjazd Towarzystwa, w wyniku którego doszło do włączenia jego działalności turystycznej do Polskiego Towarzystwa Tatrzańskiego. Powstało 5 nowych Kół PTT  (w Jabłonkowie, Karwinie, Nowym Boguminie, Orłowej i Trzyńcu). Dawne Oddziały „Beskidu Śląskiego”, mające swe siedziby w innych miejscowościach Zaolzia, były zobowiązane do odbycia zebrań likwidacyjnych, a następnie przystąpienia do jednego z wyżej wymienionych Kół. Majątek Towarzystwa przejęło Polskie Towarzystwo Tatrzańskie. Sekcje narciarskie rozwiązanego Towarzystwa przekazane zostały Polskiemu Związkowi Narciarskiemu.